# Мойдунов, Жумакадыр
Жумакадыр Мойдунов (кирг. Жумакадыр Мойдунов; род. 1938, Жээренчи, Ошская область) — киргизский советский колхозник, Герой Социалистического Труда (1988). Депутат Верховного Совета СССР 11 созыва.

## Биография
Родился в 1938 году в селе Кызыл-Кыштак (ныне Жээренчи Узгенского района Ошской области). Член КПСС с 1966 года.
Начал трудовую деятельность строительно-монтажным рабочим. С 1971 года работал в совхозе «Яссы» Узгенского района, с 1976 года был звеньевым в этом совхозе. В 1987 года его звено собрал рекордный урожай в 153 центнера кукурузы с гектара. За это 10 мая 1988 года Жумакадыр Мойдунов был удостоен звания Героя Социалистического Труда.
Депутат Совета Национальностей Верховного Совета СССР 11 созыва (1984—1989) от Киргизской ССР.
Проживает в городе Узген. В 2009 году получил от президента Киргизии Курманбека Бакиева в подарок автомобиль.

## Память
В честь Ж. Мойдунова названа средняя школа в селе Жээренчи Узгенского района Ошской области.

## Награды
- Герой Социалистического Труда (10.5.1988)
- орден Ленина (10.5.1988)
- орден Трудового Красного Знамени
- орден «Знак Почёта»
- Медаль «Данк» (4.2.1996; один из первых награждённых этой медалью)[5].